# Kwas liponowy
Kwas liponowy – organiczny związek chemiczny z grupy kwasów karboksylowych. Jest to ośmiowęglowy,  nasycony kwas tłuszczowy, w którym atomy węgla 6, 7 i 8 wraz z dwoma atomami siarki tworzą pierścień 1,2-ditiolanowy. Po redukcji pierścienia powstaje kwas dihydroliponowy.
Atom węgla 6 łańcucha węglowego kwasu liponowego (i dihydroliponowego) jest chiralny. Naturalnie występujący związek ma konfigurację R, natomiast produkt syntetyczny jest mieszaniną racemiczną obu enancjomerów R i S.
Amid kwasu liponowego (lipoamid), jako kofaktor (koenzym), bierze udział w reakcji dekarboksylacji oksydacyjnej α-ketokwasów. Uczestniczy w przemianie kwasu pirogronowego do octanu i dwutlenku węgla oraz w rozszczepianiu glicyny.
Zarówno kwas liponowy, jak i kwas dihydroliponowy, mogą pełnić rolę w unieszkodliwianiu rodników („zmiatacze” wolnych rodników). Poza tym wykazują rolę w regeneracji zredukowanych postaci innych przeciwutleniaczy, takich jak witamina C i witamina E.
Kwas liponowy ma zdolność chelatowania jonów metali.
Początkowo sądzono, że kwas liponowy jest witaminą i musi być dostarczany z pożywieniem. Jednak później okazało się, że może być syntetyzowany zarówno przez rośliny, jak i zwierzęta, także człowieka.
Kwas liponowy występuje w wielu produktach żywnościowych (najwięcej w brokułach, szpinaku i podrobach). Nie są znane przypadki problemów zdrowotnych spowodowanych jego niedoborem w pożywieniu.
Zastosowanie kwasu liponowego:
- neuropatia cukrzycowa
- zatrucia grzybami i metalami ciężkimi
- hepatopatie (schorzenia wątroby)

Postuluje się wykorzystanie antyoksydacyjnych właściwości w nadciśnieniu tętniczym i chorobach autoimmunologicznych.

## Skutki niedoboru
W złożonej kwasicy malonowej i metylomalonowej spowodowanej niedoborem enzymu ACSF3, mitochondrialna synteza kwasów tłuszczowych, która jest reakcją prekursorową biosyntezy kwasu liponowego, jest upośledzona. Rezultatem jest obniżony stopień lipoilacji ważnych enzymów mitochondrialnych, takich jak kompleks dehydrogenazy pirogronianowej i kompleks dehydrogenazy α-ketoglutaranu. Suplementacja kwasem liponowym nie przywraca funkcji mitochondriów. 